# Сляб

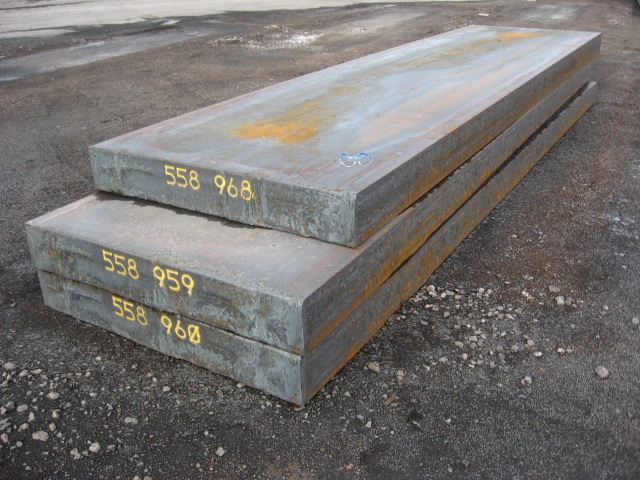

Сляб (англ. slab — плита, пластина) — плоска заготовка прямокутного перетину, виготовлена з рідкого металу на установках безперервного розливання сталі або вальцювана зі сталевого зливку на слябінгу (рідше блюмінгу, блюмінгу-слябінгу). Зі слябів виготовляють листовий прокат.